# Saison 2017-2018 des Girondins de Bordeaux
Maillots
Chronologie
Saison précédente Saison suivante
La saison 2017-2018 des Girondins de Bordeaux est la soixante-cinquième du club en première division du championnat de France, la vingt-sixième consécutive du club au sommet de la hiérarchie du football français et la troisième saison complète dans son nouveau stade.
Lors de cette saison, le club dispute les compétitions nationales (Ligue 1, Coupe de France et Coupe de la Ligue) ainsi que la Ligue Europa, à partir du 3e tour de qualification.

## Avant-saison

### Tableau des transferts
| Nom                   | Nationalité               | Poste     | Transfert                  | Provenance/Destination    | Division                 |
| --------------------- | ------------------------- | --------- | -------------------------- | ------------------------- | ------------------------ |
| Benoît Costil         | France                    | Gardien   | Transfert gratuit          | Stade rennais             | Ligue 1                  |
| Youssouf Sabaly       | France                    | Défenseur | Transfert (4 M d'€)        | Paris SG                  | Ligue 1                  |
| Vukašin Jovanović     | Serbie                    | Défenseur | Transfert (3 M d'€)        | Zénith Saint-Pétersbourg  | Premier-Liga             |
| Otávio                | Brésil                    | Milieu    | Transfert (5 M d'€)        | Clube Atlético Paranaense | Brasileirão              |
| Lukas Lerager         | Danemark                  | Milieu    | Transfert (3,5 M d'€)      | SV Zulte Waregem          | Jupiler Pro League       |
| Jonathan Cafu         | Brésil                    | Attaquant | Transfert (7,5 M d'€)      | Ludogorets Razgrad        | Prva Liga                |
| Alexandre Mendy       | France                    | Attaquant | Transfert (600 000 €)      | En Avant Guingamp         | Ligue 1                  |
| Nicolas de Préville   | France                    | Attaquant | Transfert (8 M d'€)        | Lille OSC                 | Ligue 1                  |
| Matheus Pereira       | Brésil                    | Milieu    | Prêt (avec option d'achat) | Juventus de Turin         | Serie A                  |
| Olivier Verdon        | France                    | Défenseur | Contrat professionnel      | Girondins de Bordeaux B   | National 3               |
| Cédric Yambéré        | République centrafricaine | Défenseur | Retour de prêt             | APOEL Nicosie             | Marfin Laiki League      |
| Frédéric Guilbert     | France                    | Défenseur | Retour de prêt             | SM Caen                   | Ligue 1                  |
| Kévin Soni            | Cameroun                  | Milieu    | Retour de prêt             | Pau FC                    | National                 |
| Isaac Kiese Thelin    | Suède                     | Attaquant | Retour de prêt             | RSC Anderlecht            | Jupiler Pro League       |
| Enzo Crivelli         | France                    | Attaquant | Retour de prêt             | Bastia SC                 | Ligue 1                  |
| Départs               |                           |           |                            |                           |                          |
| Cédric Carrasso       | France                    | Gardien   | Fin de contrat             | Galatasaray SK            | Süper Lig                |
| Nicolas Maurice-Belay | France                    | Milieu    | Fin de contrat             | Bergerac PFC              | National 2               |
| Younès Kaabouni       | Maroc                     | Milieu    | Fin de contrat             | FC Sochaux-Montbéliard    | Ligue 2                  |
| Abdou Traoré          | Mali                      | Milieu    | Fin de contrat             | Al-Nahda Club             | Saudi Premier League     |
| Kévin Soni            | Cameroun                  | Milieu    | Fin de contrat             | Gérone FC                 | La Liga                  |
| Youssouf Sabaly       | France                    | Défenseur | Retour de prêt             | Paris SG                  | Ligue 1                  |
| Vukašin Jovanović     | Serbie                    | Défenseur | Retour de prêt             | Zénith Saint-Pétersbourg  | Premier-Liga             |
| Paul Bernardoni       | France                    | Gardien   | Prêt (sans option d'achat) | Clermont Foot 63          | Ligue 2                  |
| Daniel Mancini        | Argentine                 | Milieu    | Prêt (sans option d'achat) | Tours FC                  | Ligue 2                  |
| Aaron Boupendza       | Gabon                     | Attaquant | Prêt (sans option d'achat) | Pau FC                    | National                 |
| Diego Rolan           | Uruguay                   | Attaquant | Prêt (avec option d'achat) | Málaga CF                 | La Liga                  |
| Cédric Yambéré        | République centrafricaine | Défenseur | Transfert (500 000 €)      | Dijon FCO                 | Ligue 1                  |
| Nicolas Pallois       | France                    | Défenseur | Transfert (2 M d'€)        | FC Nantes                 | Ligue 1                  |
| Frédéric Guilbert     | France                    | Défenseur | Transfert (1,5 M d'€)      | SM Caen                   | Ligue 1                  |
| Mauro Arambarri       | Uruguay                   | Milieu    | Transfert (1 M d'€)        | Boston River              | Primera División Uruguay |
| Isaac Kiese Thelin    | Suède                     | Attaquant | Transfert (2,5 M d'€)      | RSC Anderlecht            | Jupiler Pro League       |
| Jérémy Menez          | France                    | Attaquant | Transfert (3 M d'€)        | Antalyaspor               | Süper Lig                |
| Thomas Touré          | Côte d'Ivoire             | Attaquant | Transfert (3 M d'€)        | SCO Angers                | Ligue 1                  |
| Enzo Crivelli         | France                    | Attaquant | Transfert (4 M d'€)        | SCO Angers                | Ligue 1                  |
| Adam Ounas            | Algérie                   | Attaquant | Transfert (10 M d'€)       | SSC Naples                | Serie A                  |

| Nom                | Nationalité | Poste     | Transfert                  | Provenance/Destination  | Division     |
| ------------------ | ----------- | --------- | -------------------------- | ----------------------- | ------------ |
| Arrivées           |             |           |                            |                         |              |
| Pablo              | Brésil      | Défenseur | Retour de prêt             | SC Corinthians Paulista | Brasileirão  |
| Paul Baysse        | France      | Défenseur | Transfert (1 M d'€)        | Málaga CF               | La Liga      |
| Soualiho Meïté     | France      | Milieu    | Prêt (sans option d'achat) | AS Monaco               | Ligue 1      |
| Martin Braithwaite | Danemark    | Attaquant | Prêt (avec option d'achat) | Middlesbrough           | Championship |
| Départs            |             |           |                            |                         |              |
| Vukašin Jovanović  | Serbie      | Défenseur | Prêt (avec option d'achat) | SD Eibar                | La Liga      |
| Jérémy Toulalan    | France      | Milieu    | Résiliation à l'amiable    |                         |              |
| Matheus Pereira    | Brésil      | Milieu    | Retour de prêt             | Juventus de Turin       | Serie A      |

### Matches amicaux
Les Girondins reprendront le chemin de l'entraînement le lundi 26 juin 2017 sur la Plaine des Sports du Haillan. Un premier stage de préparation aura lieu du 30 juin au 8 juillet à l'Île de Ré en Espagne, puis un second au Pays basque, du 21 au 24 juillet à Saint-Jean-de-Luz.

## Effectif

### Effectif professionnel actuel
Le tableau suivant liste uniquement l'effectif professionnel des Girondins pour la saison 2017-2018.

## Compétitions

### Ligue 1
La Ligue 1 2017-2018 est la quatre-vingtième édition du championnat de France de football et la seizième sous l'appellation « Ligue 1 ». La division oppose vingt clubs en une série de trente-huit rencontres. Les meilleurs de ce championnat se qualifient pour les coupes d'Europe que sont la Ligue des champions (le podium) et la Ligue Europa (le quatrième et les vainqueurs des coupes nationales). Les Girondins de Bordeaux participent à cette compétition pour la soixante-cinquième fois de son histoire.
| 1re journée                | Angers SCO                                  | 2 - 2   | Girondins de Bordeaux                        | Stade Raymond-Kopa, Angers                                                   |                                                                              |
| Dimanche 6 août 2017 17:00 | Angelo Fulgini 11e · Baptiste Guillaume 88e | (1 - 1) | 27e Younousse Sankharé · 52e Alexandre Mendy | Spectateurs : 11 767 Diffuseur : beIN Sports 1 Arbitrage : Sébastien Desiage | Spectateurs : 11 767 Diffuseur : beIN Sports 1 Arbitrage : Sébastien Desiage |
| Dimanche 6 août 2017 17:00 |                                             |         |                                              | Spectateurs : 11 767 Diffuseur : beIN Sports 1 Arbitrage : Sébastien Desiage | Spectateurs : 11 767 Diffuseur : beIN Sports 1 Arbitrage : Sébastien Desiage |

| 2e journée                | Girondins de Bordeaux                      | 2 - 0   | FC Metz | Matmut Atlantique, Bordeaux                                                                               | |
| Samedi 12 août 2017 20:00 | Valentin Vada 44e · Younousse Sankharé 64e | (1 - 0) |         | Spectateurs : 22 096 Diffuseur : beIN Sports 1 (multiplex) et beIN Sports Max 5 Arbitrage : Mikael Lesage | Spectateurs : 22 096 Diffuseur : beIN Sports 1 (multiplex) et beIN Sports Max 5 Arbitrage : Mikael Lesage |
| Samedi 12 août 2017 20:00 |                                            |         |         | Spectateurs : 22 096 Diffuseur : beIN Sports 1 (multiplex) et beIN Sports Max 5 Arbitrage : Mikael Lesage | Spectateurs : 22 096 Diffuseur : beIN Sports 1 (multiplex) et beIN Sports Max 5 Arbitrage : Mikael Lesage |

| 3e journée                | Olympique lyonnais                                                        | 3 - 3   | Girondins de Bordeaux                | Groupama Stadium, Lyon                                              |                                                                     |
| Samedi 19 août 2017 17:00 | Nabil Fekir 10e · Kenny Tete 23e · Bertrand Traoré 74e · Sergi Darder 36e | (2 - 1) | 41e 90+1e Malcom · 88e Lukas Lerager | Spectateurs : 42 073 Diffuseur : Canal + Arbitrage : Clément Turpin | Spectateurs : 42 073 Diffuseur : Canal + Arbitrage : Clément Turpin |
| Samedi 19 août 2017 17:00 |                                                                           |         |                                      | Spectateurs : 42 073 Diffuseur : Canal + Arbitrage : Clément Turpin | Spectateurs : 42 073 Diffuseur : Canal + Arbitrage : Clément Turpin |

| 4e journée                | Girondins de Bordeaux                        | 2 - 1   | ESTAC Troyes         | Matmut Atlantique, Bordeaux                                                                              | |
| Samedi 26 août 2017 20:00 | François Kamano 10e · Younousse Sankharé 48e | (1 - 0) | 52e Stéphane Darbion | Spectateurs : 19 002 Diffuseur : beIN Sports 1 (multiplex) et beIN Sports Max 5 Arbitrage : Tony Chapron | Spectateurs : 19 002 Diffuseur : beIN Sports 1 (multiplex) et beIN Sports Max 5 Arbitrage : Tony Chapron |
| Samedi 26 août 2017 20:00 |                                              |         |                      | Spectateurs : 19 002 Diffuseur : beIN Sports 1 (multiplex) et beIN Sports Max 5 Arbitrage : Tony Chapron | Spectateurs : 19 002 Diffuseur : beIN Sports 1 (multiplex) et beIN Sports Max 5 Arbitrage : Tony Chapron |

| 5e journée                      | Lille OSC       | 0 - 0   | Girondins de Bordeaux | Stade Pierre Mauroy, Lille                                                   |                                                                              |
| Vendredi 8 septembre 2017 19:00 | Thiago Maia 32e | (0 - 0) |                       | Spectateurs : 27 464 Diffuseur : beIN Sports 1 Arbitrage : François Letexier | Spectateurs : 27 464 Diffuseur : beIN Sports 1 Arbitrage : François Letexier |
| Vendredi 8 septembre 2017 19:00 |                 |         |                       | Spectateurs : 27 464 Diffuseur : beIN Sports 1 Arbitrage : François Letexier | Spectateurs : 27 464 Diffuseur : beIN Sports 1 Arbitrage : François Letexier |

| 6e journée                       | Toulouse FC | 0 - 1   | Girondins de Bordeaux | Stadium de Toulouse, Toulouse                                             |                                                                           |
| Vendredi 15 septembre 2017 20:45 |             | (0 - 0) | 69e Malcom            | Spectateurs : 13 616 Diffuseur : Canal + Sport Arbitrage : Clément Turpin | Spectateurs : 13 616 Diffuseur : Canal + Sport Arbitrage : Clément Turpin |
| Vendredi 15 septembre 2017 20:45 |             |         |                       | Spectateurs : 13 616 Diffuseur : Canal + Sport Arbitrage : Clément Turpin | Spectateurs : 13 616 Diffuseur : Canal + Sport Arbitrage : Clément Turpin |

| 7e journée                     | Girondins de Bordeaux                                           | 3 - 1   | EA Guingamp       | Matmut Atlantique, Bordeaux                                                                                | |
| Samedi 23 septembre 2017 20:00 | François Kamano 31e · Alexandre Mendy 75e · Jonathan Cafu 90+2e | (1 - 0) | 46e Yanis Salibur | Spectateurs : 20 603 Diffuseur : beIN Sports 1 (multiplex) et beIN Sports Max 4 Arbitrage : Benoît Bastien | Spectateurs : 20 603 Diffuseur : beIN Sports 1 (multiplex) et beIN Sports Max 4 Arbitrage : Benoît Bastien |
| Samedi 23 septembre 2017 20:00 |                                                                 |         |                   | Spectateurs : 20 603 Diffuseur : beIN Sports 1 (multiplex) et beIN Sports Max 4 Arbitrage : Benoît Bastien | Spectateurs : 20 603 Diffuseur : beIN Sports 1 (multiplex) et beIN Sports Max 4 Arbitrage : Benoît Bastien |

| 8e journée                     | Paris Saint-Germain                                                                                     | 6 - 2   | Girondins de Bordeaux                      | Parc des Princes, Paris                                                |                                                                        |
| Samedi 30 septembre 2017 17:00 | Neymar 5e 40e (pen.) · Edinson Cavani 12e · Thomas Meunier 21e · Julian Draxler 45e · Kylian Mbappé 58e | (5 - 1) | 31e Younousse Sankharé · 90e (pen.) Malcom | Spectateurs : 47 537 Diffuseur : Canal + Arbitrage : François Letexier | Spectateurs : 47 537 Diffuseur : Canal + Arbitrage : François Letexier |
| Samedi 30 septembre 2017 17:00 | |         |                                            | Spectateurs : 47 537 Diffuseur : Canal + Arbitrage : François Letexier | Spectateurs : 47 537 Diffuseur : Canal + Arbitrage : François Letexier |

| 9e journée                     | Girondins de Bordeaux | 1 - 1   | FC Nantes              | Matmut Atlantique, Bordeaux                                           |                                                                       |
| Dimanche 15 octobre 2017 15:00 | Malcom 47e            | (0 - 1) | 45+2e Prejuce Nakoulma | Spectateurs : 31 048 Diffuseur : beIN Sports 1 Arbitrage : Karim Abed | Spectateurs : 31 048 Diffuseur : beIN Sports 1 Arbitrage : Karim Abed |
| Dimanche 15 octobre 2017 15:00 |                       |         |                        | Spectateurs : 31 048 Diffuseur : beIN Sports 1 Arbitrage : Karim Abed | Spectateurs : 31 048 Diffuseur : beIN Sports 1 Arbitrage : Karim Abed |

| 10e journée                  | Amiens SC      | 1 - 0   | Girondins de Bordeaux | Stade Océane, Le Havre                                                                                        | |
| Samedi 21 octobre 2017 20:00 | Guy Ngosso 64e | (0 - 0) |                       | Spectateurs : 12 297 Diffuseur : beIN Sports 1 (multiplex) et beIN Sports Max 4 Arbitrage : Sébastien Desiage | Spectateurs : 12 297 Diffuseur : beIN Sports 1 (multiplex) et beIN Sports Max 4 Arbitrage : Sébastien Desiage |
| Samedi 21 octobre 2017 20:00 |                |         |                       | Spectateurs : 12 297 Diffuseur : beIN Sports 1 (multiplex) et beIN Sports Max 4 Arbitrage : Sébastien Desiage | Spectateurs : 12 297 Diffuseur : beIN Sports 1 (multiplex) et beIN Sports Max 4 Arbitrage : Sébastien Desiage |

| 11e journée                  | Girondins de Bordeaux | 0 - 2   | AS Monaco                          | Matmut Atlantique, Bordeaux                                         |                                                                     |
| Samedi 28 octobre 2017 17:00 |                       | (0 - 0) | 57e Keita Baldé · 65e Thomas Lemar | Spectateurs : 28 831 Diffuseur : Canal + Arbitrage : Antony Gautier | Spectateurs : 28 831 Diffuseur : Canal + Arbitrage : Antony Gautier |
| Samedi 28 octobre 2017 17:00 |                       |         |                                    | Spectateurs : 28 831 Diffuseur : Canal + Arbitrage : Antony Gautier | Spectateurs : 28 831 Diffuseur : Canal + Arbitrage : Antony Gautier |

| 12e journée                    | Stade rennais             | 1 - 0   | Girondins de Bordeaux | Roazhon Park, Rennes                                                    |                                                                         |
| Vendredi 3 novembre 2017 20:45 | Jeremy Toulalan 11e (csc) | (1 - 0) |                       | Spectateurs : 24 547 Diffuseur : Canal + Sport Arbitrage : Ruddy Buquet | Spectateurs : 24 547 Diffuseur : Canal + Sport Arbitrage : Ruddy Buquet |
| Vendredi 3 novembre 2017 20:45 |                           |         |                       | Spectateurs : 24 547 Diffuseur : Canal + Sport Arbitrage : Ruddy Buquet | Spectateurs : 24 547 Diffuseur : Canal + Sport Arbitrage : Ruddy Buquet |

| 13e journée                     | Girondins de Bordeaux  | 1 - 1   | Olympique de Marseille | Matmut Atlantique, Bordeaux                                        |                                                                    |
| Dimanche 19 novembre 2017 21:00 | Nicolas de Préville 3e | (1 - 0) | 90+4e Morgan Sanson    | Spectateurs : 37 356 Diffuseur : Canal + Arbitrage : Benoît Millot | Spectateurs : 37 356 Diffuseur : Canal + Arbitrage : Benoît Millot |
| Dimanche 19 novembre 2017 21:00 |                        |         |                        | Spectateurs : 37 356 Diffuseur : Canal + Arbitrage : Benoît Millot | Spectateurs : 37 356 Diffuseur : Canal + Arbitrage : Benoît Millot |

| 14e journée                   | SM Caen          | 1 - 0   | Girondins de Bordeaux | Stade d'Ornano, Caen                                                                                   | |
| Samedi 25 novembre 2017 20:00 | Ivan Santini 23e | (1 - 0) |                       | Spectateurs : 15 275 Diffuseur : beIN Sports 1 (multiplex) et beIN Sports Max 4 Arbitrage : Karim Abed | Spectateurs : 15 275 Diffuseur : beIN Sports 1 (multiplex) et beIN Sports Max 4 Arbitrage : Karim Abed |
| Samedi 25 novembre 2017 20:00 |                  |         |                       | Spectateurs : 15 275 Diffuseur : beIN Sports 1 (multiplex) et beIN Sports Max 4 Arbitrage : Karim Abed | Spectateurs : 15 275 Diffuseur : beIN Sports 1 (multiplex) et beIN Sports Max 4 Arbitrage : Karim Abed |

| 15e journée                  | Girondins de Bordeaux               | 3 - 0   | AS Saint-Étienne | Matmut Atlantique, Bordeaux                                             |                                                                         |
| Mardi 28 novembre 2017 21:00 | Alexandre Mendy 5e 57e · Malcom 31e | (2 - 0) |                  | Spectateurs : 21 115 Diffuseur : Canal+ Sport Arbitrage : Mikael Lesage | Spectateurs : 21 115 Diffuseur : Canal+ Sport Arbitrage : Mikael Lesage |
| Mardi 28 novembre 2017 21:00 |                                     |         |                  | Spectateurs : 21 115 Diffuseur : Canal+ Sport Arbitrage : Mikael Lesage | Spectateurs : 21 115 Diffuseur : Canal+ Sport Arbitrage : Mikael Lesage |

| 16e journée                      | Dijon FCO                                                   | 3 - 2   | Girondins de Bordeaux          | Stade Gaston-Gérard, Dijon                                               |                                                                          |
| Vendredi 1er décembre 2017 20:45 | Cédric Yambéré 34e · Benjamin Jeannot 52e · Wesley Saïd 87e | (1 - 2) | 13e Jonathan Cafu · 36e Malcom | Spectateurs : 10 631 Diffuseur : Canal+ Sport Arbitrage : Benoît Bastien | Spectateurs : 10 631 Diffuseur : Canal+ Sport Arbitrage : Benoît Bastien |
| Vendredi 1er décembre 2017 20:45 |                                                             |         |                                | Spectateurs : 10 631 Diffuseur : Canal+ Sport Arbitrage : Benoît Bastien | Spectateurs : 10 631 Diffuseur : Canal+ Sport Arbitrage : Benoît Bastien |

| 17e journée                    | Girondins de Bordeaux | 0 - 3   | RC Strasbourg                                                  | Matmut Atlantique, Bordeaux                                              |                                                                          |
| Vendredi 8 décembre 2017 20:45 |                       | (0 - 2) | 2e Stéphane Bahoken · 38e Dimitri Liénard · 64e Martin Terrier | Spectateurs : 24 515 Diffuseur : Canal+ Sport Arbitrage : Jérôme Brisard | Spectateurs : 24 515 Diffuseur : Canal+ Sport Arbitrage : Jérôme Brisard |
| Vendredi 8 décembre 2017 20:45 |                       |         |                                                                | Spectateurs : 24 515 Diffuseur : Canal+ Sport Arbitrage : Jérôme Brisard | Spectateurs : 24 515 Diffuseur : Canal+ Sport Arbitrage : Jérôme Brisard |

| 18e journée                     | OGC Nice            | 1 - 0   | Girondins de Bordeaux | Allianz Riviera, Nice                                                   |                                                                         |
| Dimanche 17 décembre 2017 17:00 | Mario Balotelli 36e | (1 - 0) |                       | Spectateurs : 22 831 Diffuseur : beIN Sports 1 Arbitrage : Ruddy Buquet | Spectateurs : 22 831 Diffuseur : beIN Sports 1 Arbitrage : Ruddy Buquet |
| Dimanche 17 décembre 2017 17:00 |                     |         |                       | Spectateurs : 22 831 Diffuseur : beIN Sports 1 Arbitrage : Ruddy Buquet | Spectateurs : 22 831 Diffuseur : beIN Sports 1 Arbitrage : Ruddy Buquet |

| 19e journée                     | Girondins de Bordeaux | 0 - 2   | Montpellier HSC                         | Matmut Atlantique, Bordeaux                                                                                   | |
| Mercredi 20 décembre 2017 19:00 |                       | (0 - 0) | 71e Jonathan Ikone · 90+2e Isaac Mbenza | Spectateurs : 16 429 Diffuseur : beIN Sports 1 (multiplex) et beIN Sports Max 4 Arbitrage : Sébastien Desiage | Spectateurs : 16 429 Diffuseur : beIN Sports 1 (multiplex) et beIN Sports Max 4 Arbitrage : Sébastien Desiage |
| Mercredi 20 décembre 2017 19:00 |                       |         |                                         | Spectateurs : 16 429 Diffuseur : beIN Sports 1 (multiplex) et beIN Sports Max 4 Arbitrage : Sébastien Desiage | Spectateurs : 16 429 Diffuseur : beIN Sports 1 (multiplex) et beIN Sports Max 4 Arbitrage : Sébastien Desiage |

| 20e journée                  | ESTAC Troyes | 0 - 1   | Girondins de Bordeaux | Stade de l'Aube, Troyes                                                                                    | |
| Samedi 13 janvier 2018 20:00 |              | (0 - 1) | 15e Gaëtan Laborde    | Spectateurs : 10 822 Diffuseur : beIN Sports 1 (multiplex) et beIN Sports Max 5 Arbitrage : Jérôme Brisard | Spectateurs : 10 822 Diffuseur : beIN Sports 1 (multiplex) et beIN Sports Max 5 Arbitrage : Jérôme Brisard |
| Samedi 13 janvier 2018 20:00 |              |         |                       | Spectateurs : 10 822 Diffuseur : beIN Sports 1 (multiplex) et beIN Sports Max 5 Arbitrage : Jérôme Brisard | Spectateurs : 10 822 Diffuseur : beIN Sports 1 (multiplex) et beIN Sports Max 5 Arbitrage : Jérôme Brisard |

| 21e journée                 | Girondins de Bordeaux | 0 - 2   | SM Caen                                       | Matmut Atlantique, Bordeaux                                                |                                                                            |
| Mardi 16 janvier 2018 19:00 | Paul Baysse 89e       | (0 - 0) | 89e (pen.) Ivan Santini · 90+4e Ronny Rodelin | Spectateurs : 14 368 Diffuseur : beIN Sports 1 Arbitrage : Stéphane Jochem | Spectateurs : 14 368 Diffuseur : beIN Sports 1 Arbitrage : Stéphane Jochem |
| Mardi 16 janvier 2018 19:00 |                       |         |                                               | Spectateurs : 14 368 Diffuseur : beIN Sports 1 Arbitrage : Stéphane Jochem | Spectateurs : 14 368 Diffuseur : beIN Sports 1 Arbitrage : Stéphane Jochem |

| 22e journée                  | FC Nantes | 0 - 1   | Girondins de Bordeaux   | Stade de la Beaujoire, Nantes                                         |                                                                       |
| Samedi 20 janvier 2018 17:00 |           | (0 - 1) | 26e Nicolas de Préville | Spectateurs : 26 076 Diffuseur : Canal+ Sport Arbitrage : Johan Hamel | Spectateurs : 26 076 Diffuseur : Canal+ Sport Arbitrage : Johan Hamel |
| Samedi 20 janvier 2018 17:00 |           |         |                         | Spectateurs : 26 076 Diffuseur : Canal+ Sport Arbitrage : Johan Hamel | Spectateurs : 26 076 Diffuseur : Canal+ Sport Arbitrage : Johan Hamel |

| 23e journée                    | Girondins de Bordeaux                                                                  | 3 - 1   | Olympique lyonnais | Matmut Atlantique, Bordeaux                                                  |                                                                              |
| Dimanche 28 janvier 2018 17:00 | Nicolas de Préville 22e · Malcom 27e (pen.) · Gaëtan Laborde 45+1e (pen.) · Otávio 76e | (3 - 1) | 44e Marcelo        | Spectateurs : 29 310 Diffuseur : beIN Sports 1 Arbitrage : François Letexier | Spectateurs : 29 310 Diffuseur : beIN Sports 1 Arbitrage : François Letexier |
| Dimanche 28 janvier 2018 17:00 |                                                                                        |         |                    | Spectateurs : 29 310 Diffuseur : beIN Sports 1 Arbitrage : François Letexier | Spectateurs : 29 310 Diffuseur : beIN Sports 1 Arbitrage : François Letexier |

| 24e journée                 | RC Strasbourg | 0 - 2   | Girondins de Bordeaux                      | Stade de la Meinau, Strasbourg                                                                             | |
| Samedi 3 février 2017 20:00 |               | (0 - 1) | 3e Younousse Sankharé · 53e Gaëtan Laborde | Spectateurs : 24 662 Diffuseur : beIN Sports 1 (multiplex) et beIN Sports Max 7 Arbitrage : Jérôme Brisard | Spectateurs : 24 662 Diffuseur : beIN Sports 1 (multiplex) et beIN Sports Max 7 Arbitrage : Jérôme Brisard |
| Samedi 3 février 2017 20:00 |               |         |                                            | Spectateurs : 24 662 Diffuseur : beIN Sports 1 (multiplex) et beIN Sports Max 7 Arbitrage : Jérôme Brisard | Spectateurs : 24 662 Diffuseur : beIN Sports 1 (multiplex) et beIN Sports Max 7 Arbitrage : Jérôme Brisard |

| 25e journée                  | Girondins de Bordeaux                                      | 3 - 2   | Amiens SC                            | Matmut Atlantique, Bordeaux                                                                              | |
| Samedi 10 février 2018 20:00 | Jules Koundé 31e · Lukas Lerager 39e · François Kamano 78e | (2 - 0) | 79e Stiven Mendoza · 90e Gaël Kakuta | Spectateurs : 19 889 Diffuseur : beIN Sports 1 (multiplex) et beIN Sports Max Arbitrage : Benoît Bastien | Spectateurs : 19 889 Diffuseur : beIN Sports 1 (multiplex) et beIN Sports Max Arbitrage : Benoît Bastien |
| Samedi 10 février 2018 20:00 |                                                            |         |                                      | Spectateurs : 19 889 Diffuseur : beIN Sports 1 (multiplex) et beIN Sports Max Arbitrage : Benoît Bastien | Spectateurs : 19 889 Diffuseur : beIN Sports 1 (multiplex) et beIN Sports Max Arbitrage : Benoît Bastien |

| 26e journée                    | Olympique de Marseille | 1 - 0   | Girondins de Bordeaux | Stade Vélodrome, Marseille                                        |                                                                   |
| Dimanche 18 février 2018 21:00 | Florian Thauvin 35e    | (1 - 0) |                       | Spectateurs : 47 283 Diffuseur : Canal+ Arbitrage : Mikael Lesage | Spectateurs : 47 283 Diffuseur : Canal+ Arbitrage : Mikael Lesage |
| Dimanche 18 février 2018 21:00 |                        |         |                       | Spectateurs : 47 283 Diffuseur : Canal+ Arbitrage : Mikael Lesage | Spectateurs : 47 283 Diffuseur : Canal+ Arbitrage : Mikael Lesage |

| 27e journée                    | Girondins de Bordeaux | 0 - 0   | OGC Nice | Matmut Atlantique, Bordeaux                                                |                                                                            |
| Dimanche 25 février 2018 15:00 |                       | (0 - 0) |          | Spectateurs : 23 027 Diffuseur : beIN Sports 1 Arbitrage : Frank Schneider | Spectateurs : 23 027 Diffuseur : beIN Sports 1 Arbitrage : Frank Schneider |
| Dimanche 25 février 2018 15:00 |                       |         |          | Spectateurs : 23 027 Diffuseur : beIN Sports 1 Arbitrage : Frank Schneider | Spectateurs : 23 027 Diffuseur : beIN Sports 1 Arbitrage : Frank Schneider |

| 28e journée                | AS Monaco                           | 2 - 1   | Girondins de Bordeaux | Stade Louis II, Monaco                                                |                                                                       |
| Vendredi 2 mars 2018 20:45 | Stevan Jovetić 45e · Rony Lopes 69e | (1 - 1) | 32e Valentin Vada     | Spectateurs : 7 419 Diffuseur : Canal+ Sport Arbitrage : Ruddy Buquet | Spectateurs : 7 419 Diffuseur : Canal+ Sport Arbitrage : Ruddy Buquet |
| Vendredi 2 mars 2018 20:45 |                                     |         |                       | Spectateurs : 7 419 Diffuseur : Canal+ Sport Arbitrage : Ruddy Buquet | Spectateurs : 7 419 Diffuseur : Canal+ Sport Arbitrage : Ruddy Buquet |

| 29e journée               | Girondins de Bordeaux | 0 - 0   | Angers SCO | Matmut Atlantique, Bordeaux                                                                             | |
| Samedi 10 mars 2018 20:00 |                       | (0 - 0) |            | Spectateurs : 17 194 Diffuseur : beIN Sports 1 (multiplex) et beIN Sports Max 5 Arbitrage : Johan Hamel | Spectateurs : 17 194 Diffuseur : beIN Sports 1 (multiplex) et beIN Sports Max 5 Arbitrage : Johan Hamel |
| Samedi 10 mars 2018 20:00 |                       |         |            | Spectateurs : 17 194 Diffuseur : beIN Sports 1 (multiplex) et beIN Sports Max 5 Arbitrage : Johan Hamel | Spectateurs : 17 194 Diffuseur : beIN Sports 1 (multiplex) et beIN Sports Max 5 Arbitrage : Johan Hamel |

| 30e journée               | Girondins de Bordeaux | 0 - 2   | Stade rennais                         | Matmut Atlantique, Bordeaux                                       |                                                                   |
| Samedi 17 mars 2018 17:00 |                       | (0 - 0) | 49e Ismaïla Sarr · 86e Yoann Gourcuff | Spectateurs : 32 626 Diffuseur : Canal+ Arbitrage : Mikael Lesage | Spectateurs : 32 626 Diffuseur : Canal+ Arbitrage : Mikael Lesage |
| Samedi 17 mars 2018 17:00 |                       |         |                                       | Spectateurs : 32 626 Diffuseur : Canal+ Arbitrage : Mikael Lesage | Spectateurs : 32 626 Diffuseur : Canal+ Arbitrage : Mikael Lesage |

| 31e journée                   | EA Guingamp                               | 2 - 1   | Girondins de Bordeaux | Stade du Roudourou, Guingamp                                                 |                                                                              |
| Dimanche 1er avril 2018 15:00 | Clément Grenier 55e · Mustapha Diallo 59e | (0 - 0) | 80e Malcom            | Spectateurs : 15 427 Diffuseur : beIN Sports 1 Arbitrage : Sébastien Moreira | Spectateurs : 15 427 Diffuseur : beIN Sports 1 Arbitrage : Sébastien Moreira |
| Dimanche 1er avril 2018 15:00 |                                           |         |                       | Spectateurs : 15 427 Diffuseur : beIN Sports 1 Arbitrage : Sébastien Moreira | Spectateurs : 15 427 Diffuseur : beIN Sports 1 Arbitrage : Sébastien Moreira |

| 32e journée               | Girondins de Bordeaux   | 2 - 1   | Lille OSC        | Matmut Atlantique, Bordeaux                                                                                | |
| Samedi 7 avril 2018 20:00 | François Kamano 42e 45e | (2 - 1) | 13e Lebo Mothiba | Spectateurs : 34 997 Diffuseur : beIN Sports 1 (multiplex) et beIN Sports Max 6 Arbitrage : Thomas Léonard | Spectateurs : 34 997 Diffuseur : beIN Sports 1 (multiplex) et beIN Sports Max 6 Arbitrage : Thomas Léonard |
| Samedi 7 avril 2018 20:00 |                         |         |                  | Spectateurs : 34 997 Diffuseur : beIN Sports 1 (multiplex) et beIN Sports Max 6 Arbitrage : Thomas Léonard | Spectateurs : 34 997 Diffuseur : beIN Sports 1 (multiplex) et beIN Sports Max 6 Arbitrage : Thomas Léonard |

| 33e journée                  | Montpellier HSC   | 1 - 3   | Girondins de Bordeaux                                            | Stade de la Mosson, Montpellier                                       |                                                                       |
| Dimanche 15 avril 2018 15:00 | Ellyes Skhiri 88e | (0 - 1) | 9e Martin Braithwaite · 49e François Kamano · 78e Soualiho Meïté | Spectateurs : 13 520 Diffuseur : beIN Sports 1 Arbitrage : Karim Abed | Spectateurs : 13 520 Diffuseur : beIN Sports 1 Arbitrage : Karim Abed |
| Dimanche 15 avril 2018 15:00 |                   |         |                                                                  | Spectateurs : 13 520 Diffuseur : beIN Sports 1 Arbitrage : Karim Abed | Spectateurs : 13 520 Diffuseur : beIN Sports 1 Arbitrage : Karim Abed |

| 34e journée                  | Girondins de Bordeaux | 0 - 1   | Paris Saint-Germain  | Matmut Atlantique, Bordeaux                                                       |                                                                                   |
| Dimanche 22 avril 2018 21:00 |                       | (0 - 1) | 77e Giovani Lo Celso | Spectateurs : 41 290 Diffuseur : Canal+, beIN Sports 1 Arbitrage : Antony Gautier | Spectateurs : 41 290 Diffuseur : Canal+, beIN Sports 1 Arbitrage : Antony Gautier |
| Dimanche 22 avril 2018 21:00 |                       |         |                      | Spectateurs : 41 290 Diffuseur : Canal+, beIN Sports 1 Arbitrage : Antony Gautier | Spectateurs : 41 290 Diffuseur : Canal+, beIN Sports 1 Arbitrage : Antony Gautier |

| 35e journée                | Girondins de Bordeaux                                                           | 3 - 1   | Dijon FCO             | Matmut Atlantique, Bordeaux                                                                             | |
| Samedi 28 avril 2018 20:00 | Younousse Sankharé 25e · François Kamano 72e (pen.) · Valentin Rosier 80e (csc) | (1 - 0) | 54e (pen.) Naïm Sliti | Spectateurs : 22 584 Diffuseur : beIN Sports 1 (multiplex) et beIN Sports Max 4 Arbitrage : Johan Hamel | Spectateurs : 22 584 Diffuseur : beIN Sports 1 (multiplex) et beIN Sports Max 4 Arbitrage : Johan Hamel |
| Samedi 28 avril 2018 20:00 |                                                                                 |         |                       | Spectateurs : 22 584 Diffuseur : beIN Sports 1 (multiplex) et beIN Sports Max 4 Arbitrage : Johan Hamel | Spectateurs : 22 584 Diffuseur : beIN Sports 1 (multiplex) et beIN Sports Max 4 Arbitrage : Johan Hamel |

| 36e journée               | AS Saint-Étienne        | 1 - 3   | Girondins de Bordeaux                                    | Stade Geoffroy-Guichard, Saint-Étienne                                       |                                                                              |
| Dimanche 6 mai 2018 15:00 | Rémy Cabella 28e (pen.) | (1 - 2) | 30e Younousse Sankharé · 36e Jules Koundé · 90+5e Malcom | Spectateurs : 33 741 Diffuseur : beIN Sports 1 Arbitrage : Sébastien Moreira | Spectateurs : 33 741 Diffuseur : beIN Sports 1 Arbitrage : Sébastien Moreira |
| Dimanche 6 mai 2018 15:00 |                         |         |                                                          | Spectateurs : 33 741 Diffuseur : beIN Sports 1 Arbitrage : Sébastien Moreira | Spectateurs : 33 741 Diffuseur : beIN Sports 1 Arbitrage : Sébastien Moreira |

| 37e journée              | Girondins de Bordeaux                                       | 4 - 2   | Toulouse FC                       | Matmut Atlantique, Bordeaux                                                                              | |
| Samedi 12 mai 2018 21:00 | Martin Braithwaite 38e 49e · Lukas Lerager 73e · Malcom 78e | (1 - 1) | 29e Issiaga Sylla · 90e Issa Diop | Spectateurs : 38 630 Diffuseur : beIN Sports 1 (multiplex) et beIN Sports Max 6 Arbitrage : Ruddy Buquet | Spectateurs : 38 630 Diffuseur : beIN Sports 1 (multiplex) et beIN Sports Max 6 Arbitrage : Ruddy Buquet |
| Samedi 12 mai 2018 21:00 |                                                             |         |                                   | Spectateurs : 38 630 Diffuseur : beIN Sports 1 (multiplex) et beIN Sports Max 6 Arbitrage : Ruddy Buquet | Spectateurs : 38 630 Diffuseur : beIN Sports 1 (multiplex) et beIN Sports Max 6 Arbitrage : Ruddy Buquet |

| 38e journée              | FC Metz | 0 - 4   | Girondins de Bordeaux                                                               | Stade Saint-Symphorien, Metz                                                                                  | |
| Samedi 19 mai 2018 21:00 |         | (0 - 3) | 10e Martin Braithwaite · 17e Malcom · 44e François Kamano · 78e Nicolas de Préville | Spectateurs : 12 400 Diffuseur : beIN Sports 1 (multiplex) et beIN Sports Max 8 Arbitrage : Hakim Ben El Hadj | Spectateurs : 12 400 Diffuseur : beIN Sports 1 (multiplex) et beIN Sports Max 8 Arbitrage : Hakim Ben El Hadj |
| Samedi 19 mai 2018 21:00 |         |         |                                                                                     | Spectateurs : 12 400 Diffuseur : beIN Sports 1 (multiplex) et beIN Sports Max 8 Arbitrage : Hakim Ben El Hadj | Spectateurs : 12 400 Diffuseur : beIN Sports 1 (multiplex) et beIN Sports Max 8 Arbitrage : Hakim Ben El Hadj |

#### Classement et statistiques
| Rang | Équipe                 | Pts | J  | G  | N  | P  | Bp | Bc | Diff | Qualification ou relégation                                             |
| ---- | ---------------------- | --- | -- | -- | -- | -- | -- | -- | ---- | ----------------------------------------------------------------------- |
| 3    | Olympique lyonnais     | 78  | 38 | 23 | 9  | 6  | 87 | 43 | +44  | Qualification pour la phase de groupes de la Ligue des champions        |
| 4    | Olympique de Marseille | 77  | 38 | 22 | 11 | 5  | 80 | 47 | +33  | Qualification pour la phase de groupes de la Ligue Europa               |
| 5    | Stade rennais FC       | 58  | 38 | 16 | 10 | 12 | 50 | 44 | +6   | Qualification pour la phase de groupes de la Ligue Europa               |
| 6    | Girondins de Bordeaux  | 55  | 38 | 16 | 7  | 15 | 53 | 48 | +5   | Qualification pour le deuxième tour de qualification de la Ligue Europa |
| 7    | AS Saint-Étienne       | 55  | 38 | 15 | 10 | 13 | 47 | 50 | −3   |                                                                         |
| 8    | OGC Nice               | 54  | 38 | 15 | 9  | 14 | 53 | 52 | +1   |                                                                         |
| 9    | FC Nantes              | 52  | 38 | 14 | 10 | 14 | 36 | 41 | −5   |                                                                         |

#### Résultats par journée
| Journée   | 01 | 02 | 03 | 04 | 05 | 06 | 07 | 08 | 09 | 10 | 11 | 12 | 13 | 14  | 15  | 16  | 17  | 18  | 19  | 20  | 21  | 22  | 23 | 24 | 25 | 26 | 27 | 28 | 29 | 30  | 31  | 32  | 33  | 34  | 35 | 36 | 37 | 38 |
| --------- | -- | -- | -- | -- | -- | -- | -- | -- | -- | -- | -- | -- | -- | --- | --- | --- | --- | --- | --- | --- | --- | --- | -- | -- | -- | -- | -- | -- | -- | --- | --- | --- | --- | --- | -- | -- | -- | -- |
| Terrain   | E  | D  | E  | D  | E  | E  | D  | E  | D  | E  | D  | E  | D  | E   | D   | E   | D   | E   | D   | E   | D   | E   | D  | E  | D  | E  | D  | E  | D  | D   | E   | D   | E   | D   | D  | E  | D  | E  |
| Résultats | N  | V  | N  | V  | N  | V  | V  | D  | N  | D  | D  | D  | N  | D   | V   | D   | D   | D   | D   | V   | D   | V   | V  | V  | V  | D  | N  | D  | N  | D   | D   | V   | V   | D   | V  | V  | V  | V  |
| Points    | 1  | 4  | 5  | 8  | 9  | 12 | 15 | 15 | 16 | 16 | 16 | 16 | 17 | 17  | 20  | 20  | 20  | 20  | 20  | 23  | 23  | 26  | 29 | 32 | 35 | 35 | 36 | 36 | 37 | 37  | 37  | 40  | 43  | 43  | 46 | 49 | 52 | 55 |
| Place     | 9e | 6e | 6e | 5e | 5e | 4e | 3e | 6e | 7e | 7e | 8e | 9e | 9e | 13e | 10e | 11e | 14e | 15e | 15e | 13e | 13e | 12e | 9e | 8e | 7e | 8e | 8e | 9e | 9e | 11e | 12e | 12e | 10e | 11e | 9e | 9e | 7e | 6e |

Source : lfp.fr (Ligue de football professionnel)
Terrain : D = Domicile ; E = Extérieur. Résultat : D = Défaite ; N = Nul ; V = Victoire.

### Ligue Europa
En se classant 6e la saison précédente, et grâce à la victoire du Paris SG en Coupe de France face au SCO Angers, le FC Girondins de Bordeaux participe à l'édition 2017-2018 de la Ligue Europa et commence son parcours au 3e tour de qualification.

#### Tours préliminaires
Le tirage au sort de l'adversaire des Girondins de Bordeaux pour le 3e tour préliminaire de Ligue Europa a lieu le 14 juillet 2017. Le match aller se déroule le 27 juillet et le match retour, le 3 août.
| 3e tour Aller               | Girondins de Bordeaux      | 2 - 1   | Videoton FC        | Matmut Atlantique, Bordeaux                                                   |                                                                               |
| Jeudi 27 juillet 2017 20:30 | Younousse Sankharé 18e 33e | (2 - 1) | 23e Marko Šćepović | Spectateurs : 21 337 Diffuseur : beIN Sports 2 Arbitrage : Bartosz Frankowski | Spectateurs : 21 337 Diffuseur : beIN Sports 2 Arbitrage : Bartosz Frankowski |
| Jeudi 27 juillet 2017 20:30 |                            |         |                    | Spectateurs : 21 337 Diffuseur : beIN Sports 2 Arbitrage : Bartosz Frankowski | Spectateurs : 21 337 Diffuseur : beIN Sports 2 Arbitrage : Bartosz Frankowski |

| 3e tour Retour          | Videoton FC                              | 1 - 0   | Girondins de Bordeaux | Pancho Aréna, Felcsút                                                       |                                                                             |
| Jeudi 3 août 2017 19:00 | Ianique Stopira 45+5e · József Varga 69e | (1 - 0) | 46e Youssouf Sabaly   | Spectateurs : 4 500 Diffuseur : beIN Sports 2 Arbitrage : Christian Dingert | Spectateurs : 4 500 Diffuseur : beIN Sports 2 Arbitrage : Christian Dingert |
| Jeudi 3 août 2017 19:00 |                                          |         |                       | Spectateurs : 4 500 Diffuseur : beIN Sports 2 Arbitrage : Christian Dingert | Spectateurs : 4 500 Diffuseur : beIN Sports 2 Arbitrage : Christian Dingert |

### Coupe de France
La Coupe de France 2017-2018 est la 101e édition de la coupe de France, une compétition à élimination directe mettant aux prises tous les clubs de football amateurs et professionnels à travers la France métropolitaine et les DOM-TOM. Elle est organisée par la FFF et ses ligues régionales.
| 32e de finale                 | US Granville                                            | 2 - 1 a.p.              | Girondins de Bordeaux                                                                      | Stade Louis-Dior, Granville                                         |                                                                     |
| Dimanche 7 janvier 2018 14:15 | Sullivan Martinet 90+4e · Ladislas Douniama 103e (pen.) | (0 - 1) (1 - 1) (2 - 1) | 37e Younousse Sankharé · 85e Youssouf Sabaly · 102e Thomas Carrique · 110e Jaroslav Plasil | Spectateurs : 3 000 Diffuseur : France 3 Arbitrage : Thomas Leonard | Spectateurs : 3 000 Diffuseur : France 3 Arbitrage : Thomas Leonard |
| Dimanche 7 janvier 2018 14:15 |                                                         |                         |                                                                                            | Spectateurs : 3 000 Diffuseur : France 3 Arbitrage : Thomas Leonard | Spectateurs : 3 000 Diffuseur : France 3 Arbitrage : Thomas Leonard |

### Coupe de la Ligue
La Coupe de la Ligue 2017-2018 est la 24e édition de la Coupe de la Ligue, compétition à élimination directe organisée par la Ligue de football professionnel (LFP) depuis 1994, qui rassemble uniquement les clubs professionnels de Ligue 1, Ligue 2 et National. Depuis 2009, la LFP a instauré un nouveau format de coupe plus avantageux pour les équipes qualifiées pour une coupe d'Europe, elles débutent la compétition au niveau des huitièmes de finale. Cette année, la finale se disputera justement à Bordeaux au Stade Matmut-Atlantique.
| 8e de finale                 | Toulouse FC                                    | 2 - 0   | Girondins de Bordeaux | Stadium de Toulouse, Toulouse                                            |                                                                          |
| Mardi 12 décembre 2017 18h45 | Max-Alain Gradel 36e (pen.) · Ola Toivonen 54e | (1 - 0) |                       | Spectateurs : 8 851 Diffuseur : Canal + Sport Arbitrage : Antony Gautier | Spectateurs : 8 851 Diffuseur : Canal + Sport Arbitrage : Antony Gautier |
| Mardi 12 décembre 2017 18h45 |                                                |         |                       | Spectateurs : 8 851 Diffuseur : Canal + Sport Arbitrage : Antony Gautier | Spectateurs : 8 851 Diffuseur : Canal + Sport Arbitrage : Antony Gautier |

## Statistiques

### Statistiques individuelles
Mise à jour le 19 mai 2018.

### Statistiques collectives
| Compétition       | Débute au tour | Termine        | Matches joués | Gagnés | Nuls | Perdus | Buts pour | Buts contre | Différence |
| ----------------- | -------------- | -------------- | ------------- | ------ | ---- | ------ | --------- | ----------- | ---------- |
| Ligue 1           | -              | -              | 38            | 16     | 7    | 15     | 53        | 48          | +5         |
| Ligue Europa      | 3e tour        | 3e tour        | 2             | 1      | 0    | 1      | 2         | 2           | 0          |
| Coupe de France   | 1/32 de finale | 1/32 de finale | 1             | 0      | 0    | 1      | 1         | 2           | -1         |
| Coupe de la Ligue | 1/8 de finale  | 1/8 de finale  | 1             | 0      | 0    | 1      | 0         | 2           | -2         |
| Total             | -              | -              | 42            | 17     | 7    | 18     | 56        | 54          | +2         |

|                | 1re - 15e | 16e - 30e | 31e - 45e | Temps additionnel | 46e - 60e | 61e - 75e | 76e - 90e | Temps additionnel | Prolongations | Total |
| -------------- | --------- | --------- | --------- | ----------------- | --------- | --------- | --------- | ----------------- | ------------- | ----- |
| Buts marqués   | 8         | 8         | 16        | 1                 | 7         | 5         | 7         | 4                 | 0             | 56    |
| Buts encaissés | 7         | 6         | 9         | 2                 | 10        | 6         | 7         | 6                 | 1             | 54    |

#### Statistiques buteurs
| Place | Nom                 | Ligue 1 | Ligue Europa | Coupe de France | Coupe de la Ligue | TOTAL des BUTS |
| 1     | Malcom              | 12 buts | -            | -               | -                 | 12             |
| 2     | Younousse Sankharé  | 7 buts  | 2 buts       | 1 but           | -                 | 10             |
| 3     | François Kamano     | 8 buts  | -            | -               | -                 | 8              |
| 4     | Alexandre Mendy     | 4 buts  | -            | -               | -                 | 4              |
| 4     | Nicolas de Préville | 4 buts  | -            | -               | -                 | 4              |
| 4     | Martin Braithwaite  | 4 buts  | -            | -               | -                 | 4              |
| 7     | Gaëtan Laborde      | 3 buts  | -            | -               | -                 | 3              |
| 7     | Lukas Lerager       | 3 buts  | -            | -               | -                 | 3              |
| 9     | Jonathan Cafu       | 2 buts  | -            | -               | -                 | 2              |
| 9     | Valentin Vada       | 2 buts  | -            | -               | -                 | 2              |
| 9     | Jules Koundé        | 2 buts  | -            | -               | -                 | 2              |
| 12    | Soualiho Meïté      | 1 but   | -            | -               | -                 | 1              |
| 12    | contre son camp     | 1 but   | -            | -               | -                 | 1              |
| Total | 12 joueurs          | 53 buts | 2 buts       | 1 but           | -                 | 56             |

En rouge les joueurs n'évoluant plus au club.

#### Statistiques passeurs
| Place | Nom                 | Ligue 1   | Ligue Europa | Coupe de France | Coupe de la Ligue | TOTAL des PASSES |
| 1     | Malcom              | 7 passes  | 1 passe      | -               | -                 | 8                |
| 2     | Youssouf Sabaly     | 6 passes  | -            | -               | -                 | 6                |
| 3     | François Kamano     | 4 passes  | 1 passe      | -               | -                 | 5                |
| 4     | Nicolas de Préville | 4 passes  | -            | -               | -                 | 4                |
| 5     | Pablo               | 3 passes  | -            | -               | -                 | 3                |
| 5     | Martin Braithwaite  | 3 passes  | -            | -               | -                 | 3                |
| 7     | Soualiho Meïté      | 2 passes  | -            | -               | -                 | 2                |
| 7     | Lukas Lerager       | 1 passe   | -            | 1 passe         | -                 | 2                |
| 9     | Younousse Sankharé  | 1 passe   | -            | -               | -                 | 1                |
| 9     | Théo Pellenard      | 1 passe   | -            | -               | -                 | 1                |
| 9     | Jonathan Cafu       | 1 passe   | -            | -               | -                 | 1                |
| 9     | Diego Contento      | 1 passe   | -            | -               | -                 | 1                |
| 9     | Jaroslav Plasil     | 1 passe   | -            | -               | -                 | 1                |
| 9     | Maxime Poundjé      | 1 passe   | -            | -               | -                 | 1                |
| Total | 14 joueurs          | 36 passes | 2 passes     | 1 passe         | -                 | 39               |

En rouge les joueurs n'évoluant plus au club.

#### Statistiques cumulées
| Place | Nom                 | Buts    | Passes    | Total |
| 1     | Malcom              | 12 buts | 8 passes  | 20    |
| 2     | François Kamano     | 8 buts  | 5 passes  | 13    |
| 3     | Younousse Sankharé  | 10 buts | 1 passe   | 11    |
| 4     | Nicolas de Préville | 4 buts  | 4 passes  | 8     |
| 5     | Martin Braithwaite  | 4 buts  | 3 passes  | 7     |
| 6     | Youssouf Sabaly     | -       | 6 passes  | 6     |
| 7     | Lukas Lerager       | 3 buts  | 2 passes  | 5     |
| 8     | Alexandre Mendy     | 4 buts  | -         | 4     |
| 9     | Gaëtan Laborde      | 3 buts  | -         | 3     |
| 9     | Jonathan Cafu       | 2 buts  | 1 passe   | 3     |
| 9     | Soualiho Meïté      | 1 but   | 2 passes  | 3     |
| 9     | Pablo               | -       | 3 passes  | 3     |
| 13    | Jules Koundé        | 2 buts  | -         | 2     |
| 13    | Valentin Vada       | 2 buts  | -         | 2     |
| 15    | Théo Pellenard      | -       | 1 passe   | 1     |
| 15    | Diego Contento      | -       | 1 passe   | 1     |
| 15    | Jaroslav Plasil     | -       | 1 passe   | 1     |
| 15    | Maxime Poundjé      | -       | 1 passe   | 1     |
| Total | 18 joueurs          | 55 buts | 39 passes | 94    |

En rouge les joueurs n'évoluant plus au club.

#### Coefficient UEFA
Ce classement permet de déterminer les têtes de séries dans les compétitions européennes, plus les clubs gagnent des matches dans ces compétitions, plus leur coefficient sera élevé sera mis à jour chaque 1er de mois.
Coefficient UEFA des Girondins de Bordeaux  :
|       | juillet | août   | sept.  | oct.   | nov.  | déc.  | janv. | févr. | mars  | avr.  | mai   | juin |
| coef. | 29.333  | 15.366 | 16.366 | 16.849 | 7.000 | 7.000 | 7.000 | 7.000 | 7.000 | 7.000 | 7.000 | -    |
| place | 70e     | 103e   | 100e   | 103e   | 105e  | 115e  | 116e  | 116e  | 116e  | 115e  | 115e  | -    |

## Joueurs en sélection nationale

### Sélections étrangères
| Nom                | Éliminatoires Coupe du Monde 2018 | Éliminatoires Coupe du Monde 2018 | Éliminatoires Coupe du Monde 2018 | Éliminatoires Coupe du Monde 2018 | Éliminatoires Euro U21 2019 | Éliminatoires Euro U21 2019 | Éliminatoires Euro U21 2019 | Éliminatoires Euro U21 2019 | Matchs amicaux | Matchs amicaux | Matchs amicaux | Matchs amicaux | Total | Total       | Total  | Total        |
| Nom                | MJ                                | But inscrit                       | Averti                            | Carton rouge                      | MJ                          | But inscrit                 | Averti                      | Carton rouge                | MJ             | But inscrit    | Averti         | Carton rouge   | MJ    | But inscrit | Averti | Carton rouge |
| ------------------ | --------------------------------- | --------------------------------- | --------------------------------- | --------------------------------- | --------------------------- | --------------------------- | --------------------------- | --------------------------- | -------------- | -------------- | -------------- | -------------- | ----- | ----------- | ------ | ------------ |
| Paul Bernardoni    | -                                 | -                                 | -                                 | -                                 | -                           | -                           | -                           | -                           | -              | -              | -              | -              | -     | -           | -      | -            |
| Gaëtan Poussin     | -                                 | -                                 | -                                 | -                                 | -                           | -                           | -                           | -                           | -              | -              | -              | -              | -     | -           | -      | -            |
| Milan Gajić        | -                                 | -                                 | -                                 | -                                 | -                           | -                           | -                           | -                           | -              | -              | -              | -              | -     | -           | -      | -            |
| Vukašin Jovanović  | -                                 | -                                 | -                                 | -                                 | 1                           | 0                           | 0                           | 0                           | -              | -              | -              | -              | 1     | 0           | 0      | 0            |
| Olivier Verdon     | -                                 | -                                 | -                                 | -                                 | -                           | -                           | -                           | -                           | -              | -              | -              | -              | -     | -           | -      | -            |
| Younousse Sankharé | -                                 | -                                 | -                                 | -                                 | -                           | -                           | -                           | -                           | -              | -              | -              | -              | -     | -           | -      | -            |
| Lukas Lerager      | 1                                 | 0                                 | 0                                 | 0                                 | -                           | -                           | -                           | -                           | -              | -              | -              | -              | 1     | 0           | 0      | 0            |
| François Kamano    | -                                 | -                                 | -                                 | -                                 | -                           | -                           | -                           | -                           | -              | -              | -              | -              | -     | -           | -      | -            |
| Diego Rolan        | -                                 | -                                 | -                                 | -                                 | -                           | -                           | -                           | -                           | -              | -              | -              | -              | -     | -           | -      | -            |
| Aaron Boupendza    | -                                 | -                                 | -                                 | -                                 | -                           | -                           | -                           | -                           | -              | -              | -              | -              | -     | -           | -      | -            |

## Affluence
Affluence des Girondins de Bordeaux à domicile cette saison

### Championnat des tribunes
| Date           | 12/08 | 27/08 | 23/09 | 14/10 | 28/10 | 19/11 | 28/11 | 08/12 | 20/12 | 17/01 | 27/01 | 10/02 | 25/02 | 11/03 | 18/03 | 08/04 | 21/04 | 29/04 | 12/05 |
| Adversaire     | FCM   | ESTAC | EAG   | FCN   | ASM   | OM    | ASSE  | RCS   | MHSC  | SMC   | OL    | ASC   | OGCN  | SCO   | SRFC  | LOSC  | PSG   | DFCO  | TFC   |
| Points         | 4/24  | 6/24  | 7/24  | 12/24 | 13/24 | 20/24 | 10/24 | 8/24  | 2/24  | 5/24  | 13/24 | 4/24  | 12/24 | 4/24  | 8/24  | 12/24 | 13/24 | 6/24  | 11/24 |
| Ambiance       | 2/6   | 5/6   | 6/6   | 3/6   | 5/6   | 6/6   | 6/6   | 1/6   | 2/6   | 2/6   | 6/6   | 4/6   | 4/6   | 3/6   | 2/6   | 4/6   | 5/6   | 4/6   | 5/6   |
| Fidélité       | 1/6   | 0/6   | 1/6   | 3/6   | 3/6   | 6/6   | 1/6   | 2/6   | 0/6   | 0/6   | 3/6   | 0/6   | 1/6   | 0/6   | 4/6   | 4/6   | 6/6   | 1/6   | 6/6   |
| Engagement     | 1/4   | 1/4   | 0/4   | 1/4   | 0/4   | 1/4   | 0/4   | 0/4   | 0/4   | 0/4   | 0/4   | 0/4   | 2/4   | 1/4   | 0/4   | 1/4   | 2/4   | 1/4   | 0/4   |
| Animation Club | 0/8   | 0/8   | 0/8   | 5/8   | 5/8   | 7/8   | 3/8   | 5/8   | 0/8   | 3/8   | 4/8   | 0/8   | 5/8   | 0/8   | 0/8   | 3/8   | 0/8   | 0/8   | 0/8   |
| Classement     | 20e   | 19e   | 19e   | 17e   | 15e   | 13e   | 13e   | 13e   | 13e   | 14e   | 13e   | 14e   | 13e   | 13e   | 14e   | 13e   | 13e   | 13e   | 13e   |

### Championnat des pelouses
| Date       | 12/08 | 27/08 | 23/09 | 14/10 | 28/10 | 19/11 | 28/11 | 08/12 | 20/12 | 17/01 | 27/01 | 10/02 | 25/02 | 11/03 | 18/03 | 08/04 | 21/04 | 29/04 | 12/05 |
| Adversaire | FCM   | ESTAC | EAG   | FCN   | ASM   | OM    | ASSE  | RCS   | MHSC  | SMC   | OL    | ASC   | OGCN  | SCO   | SRFC  | LOSC  | PSG   | DFCO  | TFC   |
| Note       | 18,2  | 17,9  | 18,7  | 17,6  | 17,6  | 18,0  | 18,3  | 18,3  | 16,9  | 17,2  | 18,2  | 18,2  | 14,3  | 17,3  | 17,6  | 16,8  | 18,0  | 18,9  | 18,9  |
| Classement | 3e    | 2e    | 1er   | 2e    | 2e    | 2e    | 2e    | 2e    | 2e    | 3e    | 3e    | 3e    | 3e    | 3e    | 3e    | 3e    | 3e    | 3e    | 3e    |

### Plus grosses affluences
| Rang | Match                                          | Journée       | Date       | Affluence |
| 1    | Girondins de Bordeaux - Paris SG               | Ligue 1 - J34 | 22/04/2018 | 41 290    |
| 2    | Girondins de Bordeaux - Toulouse FC            | Ligue 1 - J37 | 12/05/2018 | 38 630    |
| 3    | Girondins de Bordeaux - Olympique de Marseille | Ligue 1 - J13 | 19/11/2017 | 37 356    |
| 4    | Girondins de Bordeaux - Lille OSC              | Ligue 1 - J32 | 07/04/2018 | 34 997    |
| 5    | Girondins de Bordeaux - Stade rennais FC       | Ligue 1 - J30 | 17/03/2018 | 32 626    |

### Plus faibles affluences
| Rang | Match                                   | Journée       | Date       | Affluence |
| 1    | Girondins de Bordeaux - SM Caen         | Ligue 1 - J21 | 16/01/2018 | 14 368    |
| 2    | Girondins de Bordeaux - Montpellier HSC | Ligue 1 - J19 | 20/12/2017 | 16 429    |
| 3    | Girondins de Bordeaux - SCO Angers      | Ligue 1 - J29 | 10/03/2018 | 17 194    |

## Équipementier et sponsors
Les Girondins de Bordeaux ont pour équipementier Puma jusqu'en 2020. Ils bénéficient aussi de nombreux sponsors : le groupe SWEETCOM, le site web Winamax, la société de fabrication de portail Wisnowski , le restaurant thaïlandais Pitaya, ou encore l'enseigne de sport Intersport. Le club comprend aussi de nombreux partenaires comme le journal Sud Ouest et l'opérateur téléphonique Orange.